# San Miguel de Linares
 San Miguel de Linares de los Adaes var en spansk missionsstation anlagd i vad som nu är de västra delarna av den amerikanska delstaten Louisiana 1717. Den avvecklades 1773.
Under kvadrupelallianskriget togs missionen av fransmännen 1719, men den återupprättades 1721 och var verksam till 1773. Till stationens beskydd anlades i närheten presidion Nuestra Señora del Pilár. Kring denna uppkom samhället Los Adaes i provinsen Texas.